# Sentinel (družice)
Družice Sentinel jsou hlavními družicemi Program Copernicus – programu pro dálkový průzkum Země řízeného Evropskou unií ve spolupráci s Evropskou kosmickou agenturou. Jsou vypouštěny od roku 2014, i když jedna z družic (Sentinel-3A) byla součástí dřívějšího programu GMES. 

## Družicové řady
Program Copernicus sestává z několika řad družic, které jsou zaměřeny na různé části Země (souš, oceány, atmosféra). Každá řada je vybavena stejnými měřicími přístroji.
Každá řada se skládá obvykle ze dvou družic, které jsou umístěny na stejné dráze, ale obíhají Zemi s fázovým posunem 180 stupňů.

### Sentinel 1

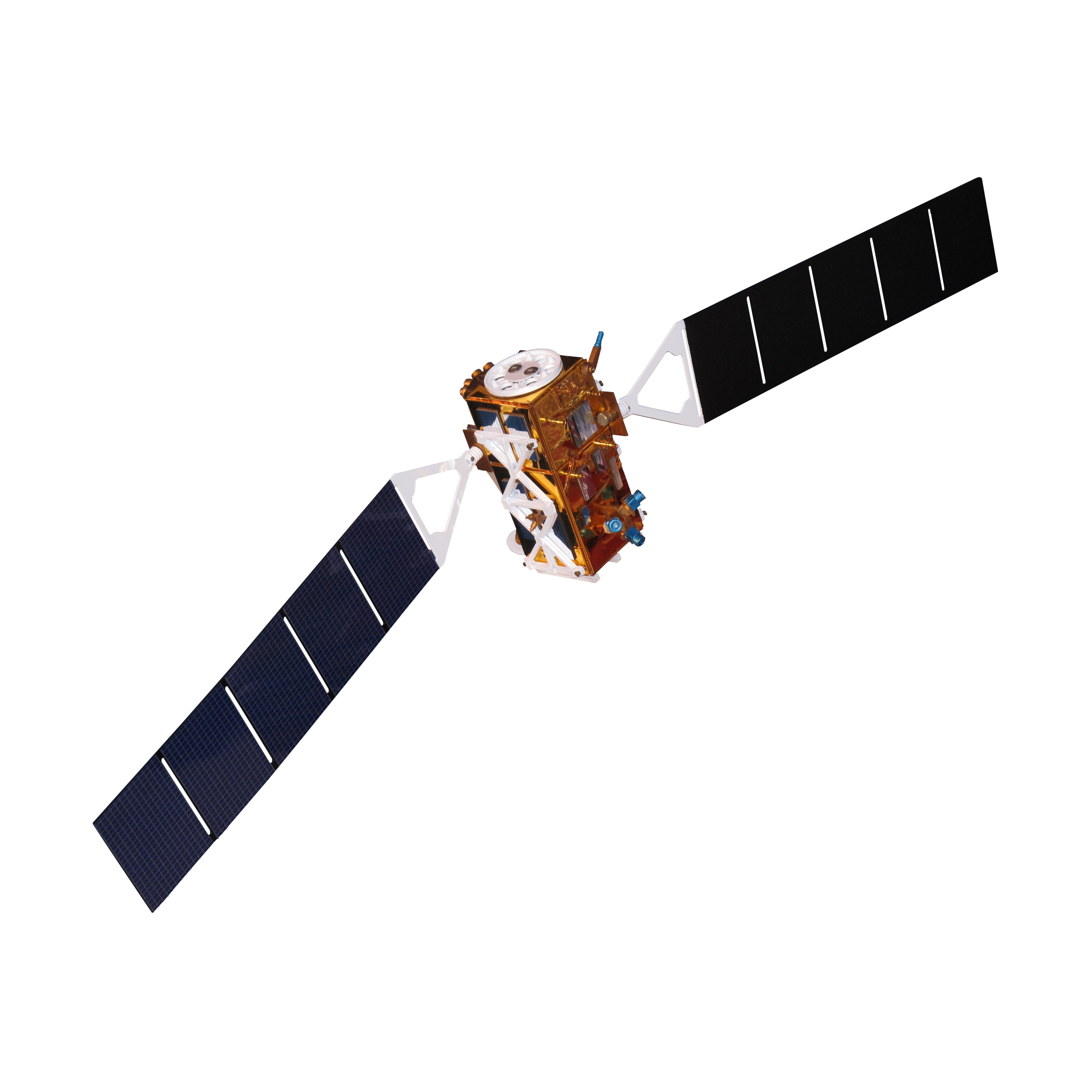
Sentinel 1

Skládá se ze dvou družic (Sentinel-1A a Sentinel-1B), které byly vypuštěny v letech 2014 a 2016. Jejich jediným měřicím přístrojem je mikrovlnný radar pracující v pásmu C na frekvenci 5,045 GHz. Ten poskytuje data v obvyklém rozlišení 20 m, u vybraných míst až 5 m.
Data umožňují pozorování moří (ledové kry, olejové skvrny), země (stav lesů a zemědělských plodin – obvykle ve spojení s pozorováním z družic Sentinel 2) a důsledků katastrof (záplavy, zemětřesení a výbuchy sopek).
Od roku 2015 se připravuje vypuštění družic Sentinel-1C a Sentinel-1D.
Koncem roku 2021 selhal Sentinel-1B.
5. prosince 2024 byl vypuštěn Sentinel-1C.

### Sentinel 2

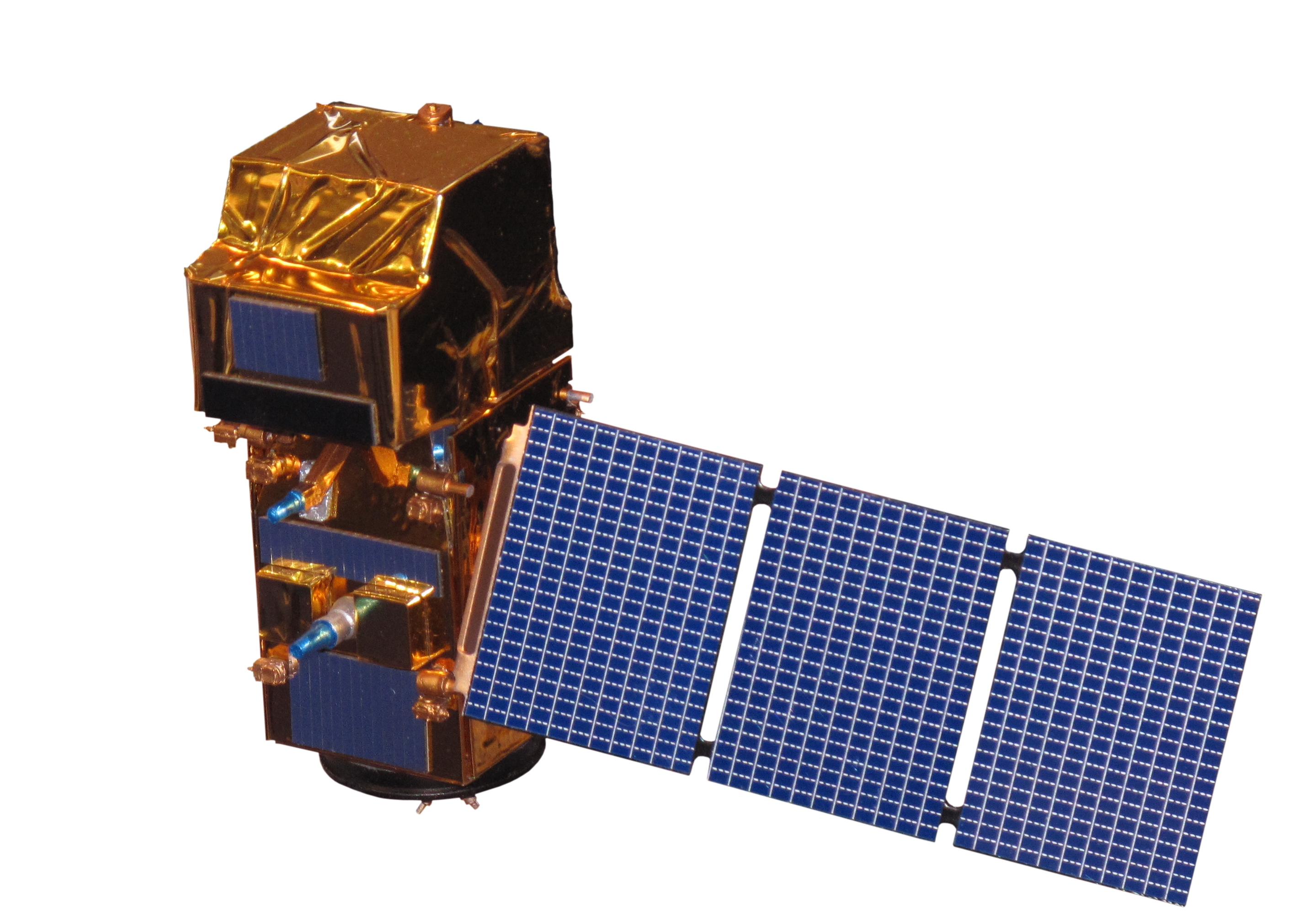
Sentinel 2

Tato dvojice družic (Sentinel-2A a Sentinel-2B) byla vypuštěna v letech 2015 a 2017.  Je určena pro pozorování Země ve 13 optických pásmech v rozsahu 442–2202 nm – tedy od viditelného záření až po infračervené záření krátkých vlnových délek (SWIR). Snímky mají prostorové rozlišení 10, 20 a 60 m.
Je určena především pro sledování pevniny a okrajových moří. Využití dat z těchto družic zahrnuje především monitoring pokrytí země vegetací, sledování stavu zemědělských plodin, sledování ledovců a záplav. Data z družic lze využít i pro mapování úniků oxidu dusičitého.

### Sentinel 3

Sentinel 3

Dvojice družic Sentinel-3A (byl vypuštěn v roce 2008 v rámci předchozího programu GMES) a Sentinel-3B (v roce 2018). Přístrojové vybavení zahrnuje především SLSRI radiometr, OLCI spektrometr a přesný výškoměr. Přístroje mají různé rozlišení: např. radiometr 500 nebo 1000 m.
Sledují výšku světových moří, jejich teplotu a barvu, kvalitu a znečištění vody. Pomáhají také při předpovědi počasí na mořích.

### Sentinel 5 Precursor

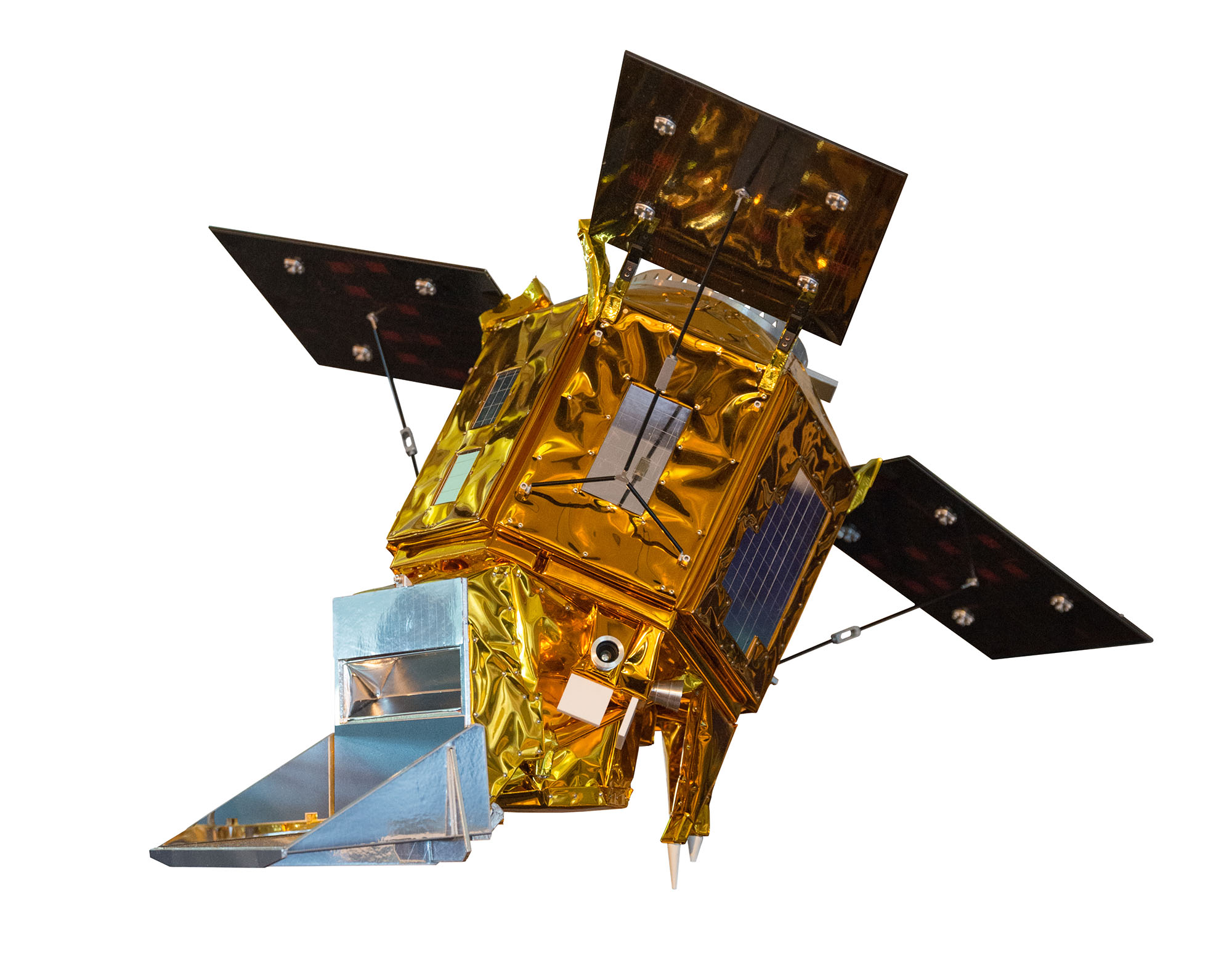
Sentinel 5P

Program zahrnuje jednu družici označovanou obvykle jako Sentinel 5P, která sleduje znečištění zemské atmosféry, především její nejnižší části – troposféry.
Obsahuje spektrometr Tropomi, který v pásmech od ultrafialového záření přes viditelné, blízké infračervené až po infračervené záření krátkých vlnových délek (SWIR) monitoruje obsah oxidu dusičitého, oxidu siřičitého, oxidu uhelnatého, metanu, formaldehydu, troposférického ozonu a aerosolů. V letech 2019–2020 odhalil místa s největšími úniky metanu na Zemi.
Byl vypuštěn v roce 2017 jako náhrada za ztracenou družici Envisat do doby, než bude připraven program Sentinel 5.

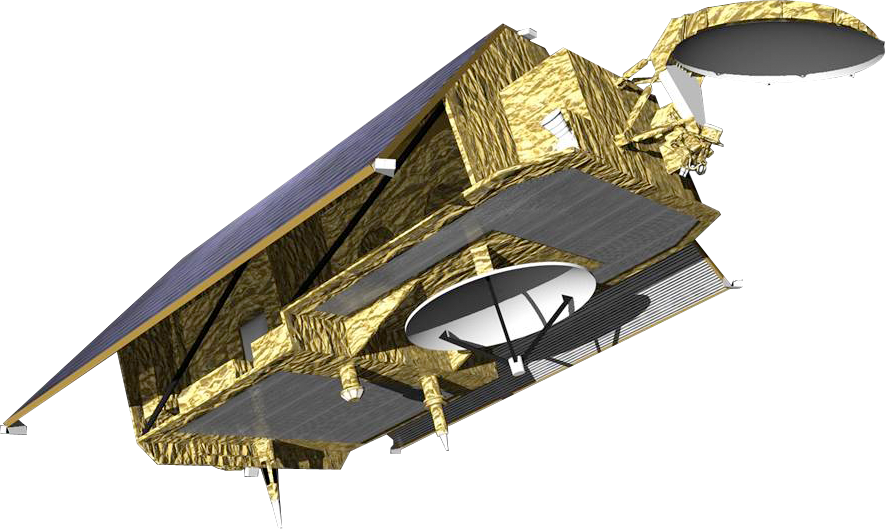
Sentinel 6

### Sentinel 6
Družice obsahující výškoměr pro vysoce přesné měření hladiny moří a oceánů. První z nich – Sentinel 6a – odstartovala v listopadu 2020. Nese šest vědeckých přístrojů a má předpokládanou životnost 5,5 let. Na oběžnou dráhu ji vynesla raketa Falcon 9.
Podle plánů z roku 2020 by družice Sentinel-6B měla být vynesena v roce 2025.

## Připravované mise

### Sentinel 4
Přístroj pro měření složení zemské atmosféry z geostacionární dráhy. Bude umístěný na meteorologické družici třetí generace (MTG), pokračovateli programu METEOSAT.

### Sentinel 5
Nepůjde také o samostatnou družici, ale o vylepšený přístroj pro měření složení zemské atmosféry, který bude umístěn na družici s polární dráhou MetOp-SG (Meteorological Operational satellite programme - Second Generation). 
Podle informací z roku 2019 bylo její vypuštění plánováno na konec roku 2022, informace z roku 2022 posunuly start na rozmezí let 2025–2029.